# 커스터드애플
커스터드애플(custard apple, 학명: Annona reticulata 안노나 레티쿨라타[*])은 뽀뽀나무과의 과일 나무이다.

## 분포
중앙아메리카, 카리브 및 남아메리카에 분포한다. 과테말라와 니카라과가 원산지이다.

## 사진 갤러리

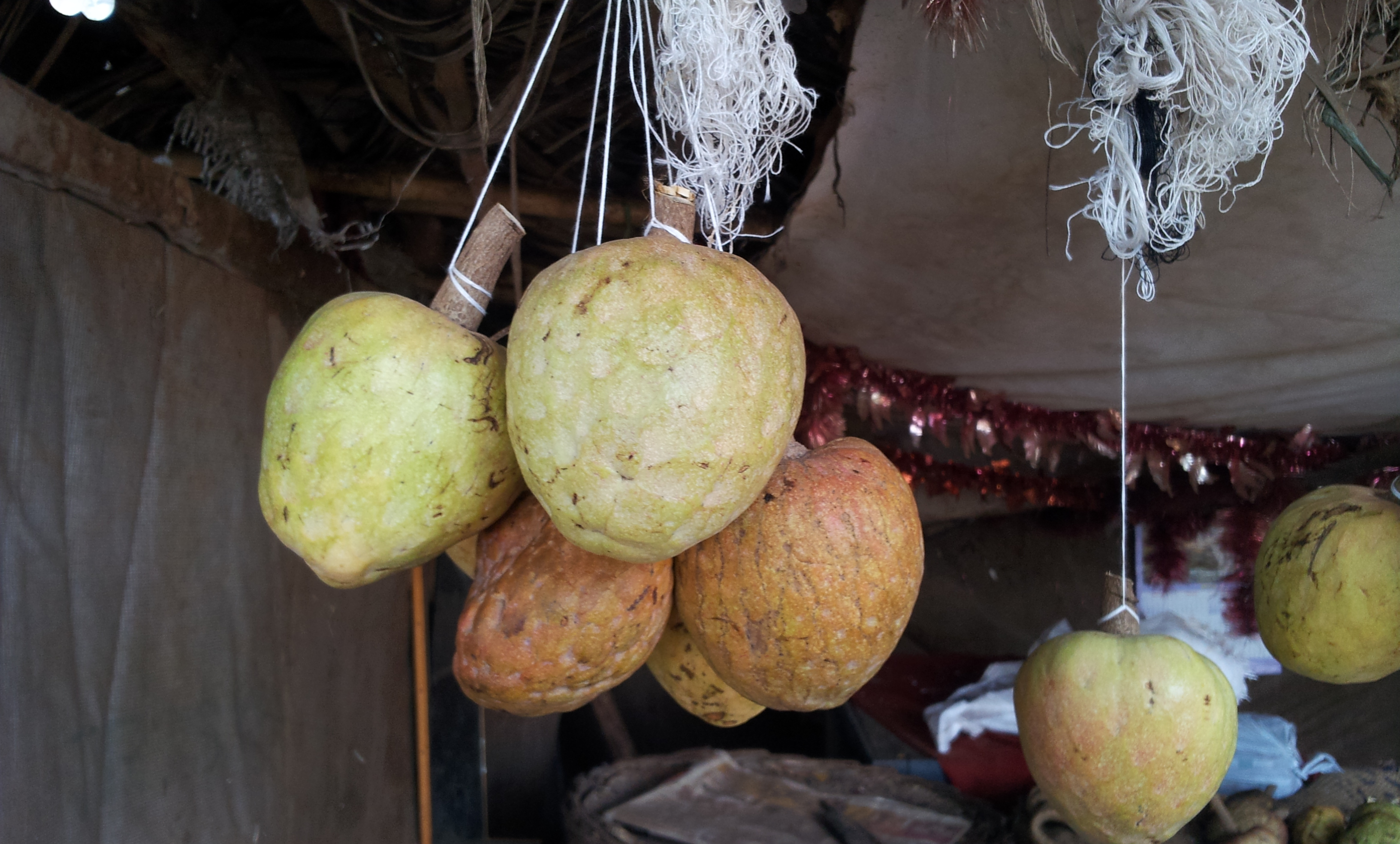
커스터드애플 열매

## 같이 보기
- 슈가애플